# 素嚢

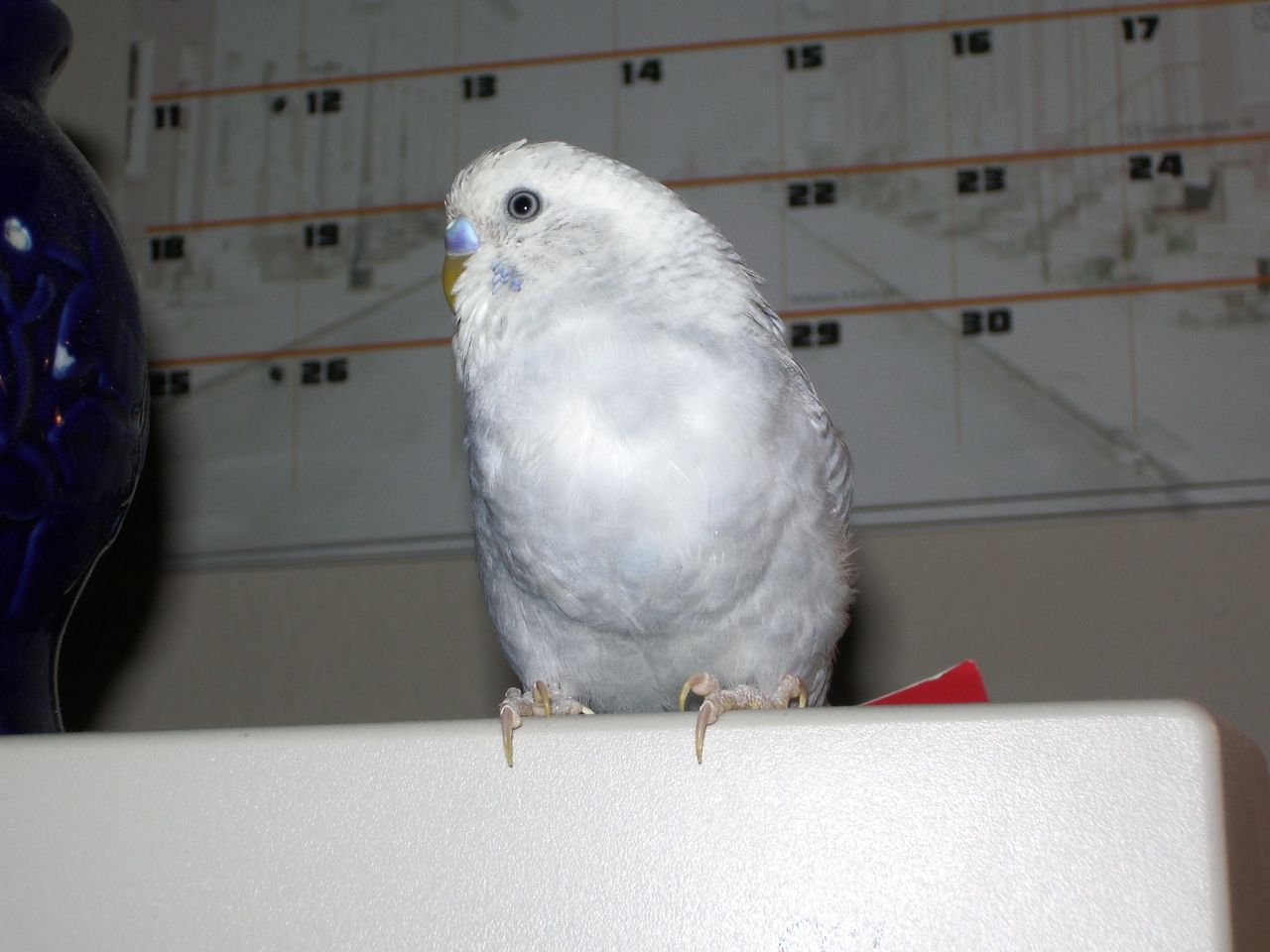
食べた餌で素嚢が膨らんでいることが、外見からも分かるセキセイインコのオス

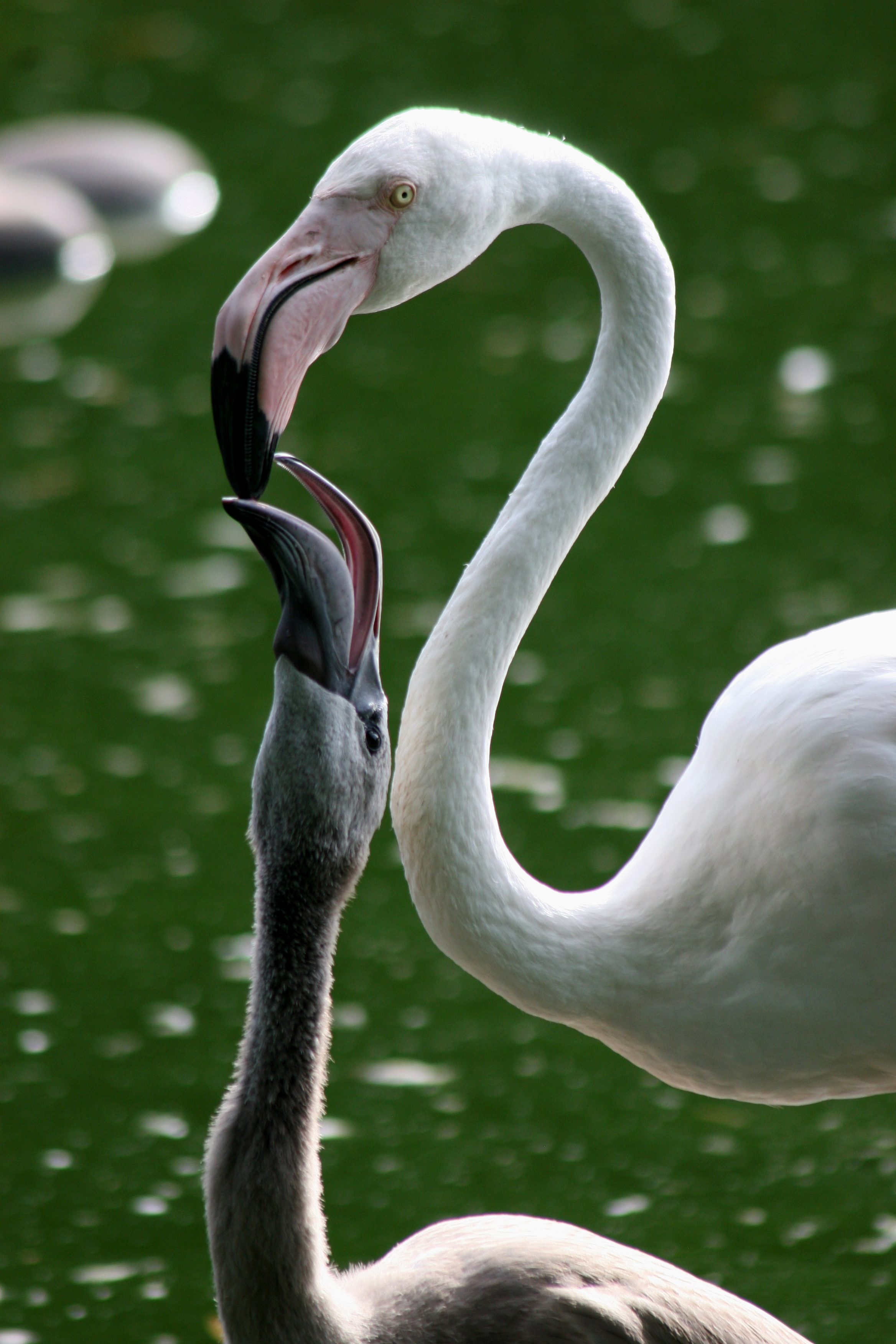
親鳥から素嚢乳を与えられているフラミンゴの若鳥（スイスのバーゼル動物園）

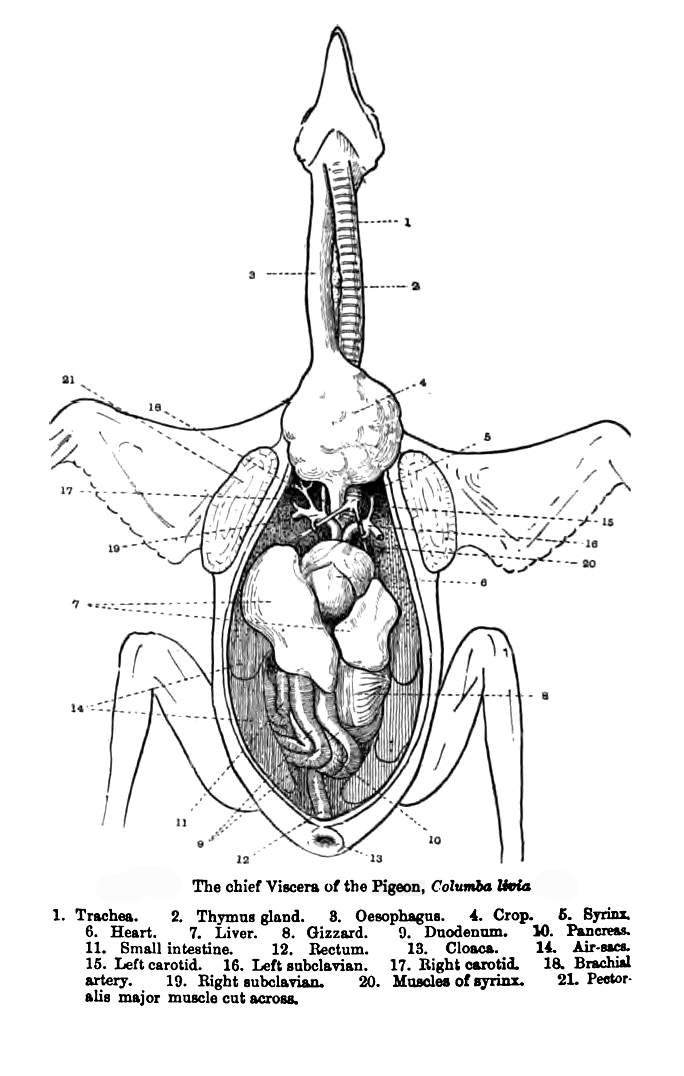
鳥類の消化器官。素嚢は4番で示されており、消化管の入り口付近にあたる。

素嚢（そのう）は消化管の一部分で、膨らんだ形状をしているうえに管壁が厚くなっており、消化に先立って食べたものを一時的に貯蔵しておくための器官である。嗉嚢とも表記する。
カタツムリなどの腹足綱、ミミズ、ヒル、昆虫、鳥類など多くの動物に見られるほか、恐竜にもあったと考えられている。

## 昆虫
ハチの仲間では、花で吸った蜜を一時的に体内に蓄えておき、巣まで運ぶ。スズメバチでは、餌を素嚢に蓄えておき、吐き戻しによって幼虫に与える。アリも同様であるが、素嚢を発達させて食料の貯蔵庫としての機能を果たす個体があるなど、個体毎の機能分化が見られる種もある（オオズアリを参照）。

## 鳥類
鳥類では、消化管の食道か咽喉の近くで管壁が筋肉質になり、膨らんだ形状になっている部分（嚢）がある鳥類のすべてが砂嚢を持つ一方、素嚢についてはこれを持たない種もある。
ハト目では、素嚢で素嚢乳が作られる。これは孵化したばかりの雛に与えられる。また、食べた餌をしばらく素嚢に保持することで、水分により食べたものを柔らかくし、それを吐き戻して雛に与える。
ハゲワシなどの死肉を食べる種では、餌が大量にあるときでもできるだけ多く食べるため、その結果、素嚢が大きく膨らむ。その後、睡眠するか動かずにいることで、消化を妨げないようにする。
猛禽類では、ハゲワシを含めてワシ、タカなどには素嚢を1つ持つが、フクロウは素嚢を持たない。
家禽では、ニワトリにはあるが、ガチョウにはない。